# Chassiecq
Chassiecq est une commune du Sud-Ouest de la France, située dans le département de la Charente (région Nouvelle-Aquitaine).
Ses habitants sont les Chassiecquois et les Chassiecquoises.

## Géographie

### Localisation et accès
Chassiecq est une commune du Nord Charente située à 5 km au sud-ouest de Champagne-Mouton.
Située à l'extrémité du canton de Champagne-Mouton, le bourg de Chassiecq est aussi à 7 km de Nanteuil-en-Vallée, 9 km de Saint-Claud, 16 km de Ruffec, 18 km de Mansle, 24 km de Confolens, 38 km d'Angoulême.
À l'écart des grandes routes, la commune est desservie par la D 102 et la D 36 qui mènent à Champagne-Mouton, ainsi que par une route communale qui passe au bourg, et la D 172 qui va de Nanteuil-en-Vallée au nord-ouest au Grand-Madieu au sud-est. La D 341 au sud de la commune va de Biarge à Beaulieu.
La gare la plus proche est celle de Ruffec, desservie par des TER et TGV à destination d'Angoulême, Poitiers, Paris et Bordeaux.

### Hameaux et lieux-dits
Biarge constitue le plus gros village de la commune, situé à l'ouest du bourg sur la route de Saint-Gourson, mais n'est pas le chef-lieu.
La commune comporte de nombreux hameaux et fermes, comme Chez Jean de Beaulieu au nord-est, le Marmon, la Gellevraud, Chez Basset au sud, etc. Le bourg lui-même n'est pas plus gros qu'un hameau.

### Communes limitrophes
|               | Nanteuil-en-Vallée    | Champagne-Mouton |
| Saint-Gourson | Chassiecq             | Turgon           |
|               | Beaulieu-sur-Sonnette |                  |

### Géologie et relief
Géologiquement, la commune est dans le calcaire du Jurassique du Bassin aquitain, comme tout le Nord-Charente. Plus particulièrement, le Bajocien (Dogger) apparaît au centre de la commune, sur les flancs de vallée. Cependant, d'importants épandages d'altérites et dépôts du Tertiaire en provenance du Massif central sous forme d'argile rouge à silex et à pisolithes de fer (au nord-ouest) couvrent le plateau sur le reste de la commune,,,.
Le relief de la commune est celui d'un plateau d'une altitude moyenne de 150 m, traversé du nord au sud par une vallée centrale qui prend naissance au nord du territoire, et des combes y convergeant, au sud.
Le point culminant est à une altitude de 175 m, situé sur la limite orientale, au château d'eau de Chez Jean de Beaulieu. Le point le plus bas est à 100 m, situé sur la limite sud. Le bourg, dominant cette vallée sur sa rive orientale, est à 160 m d'altitude.

### Hydrographie

#### Réseau hydrographique

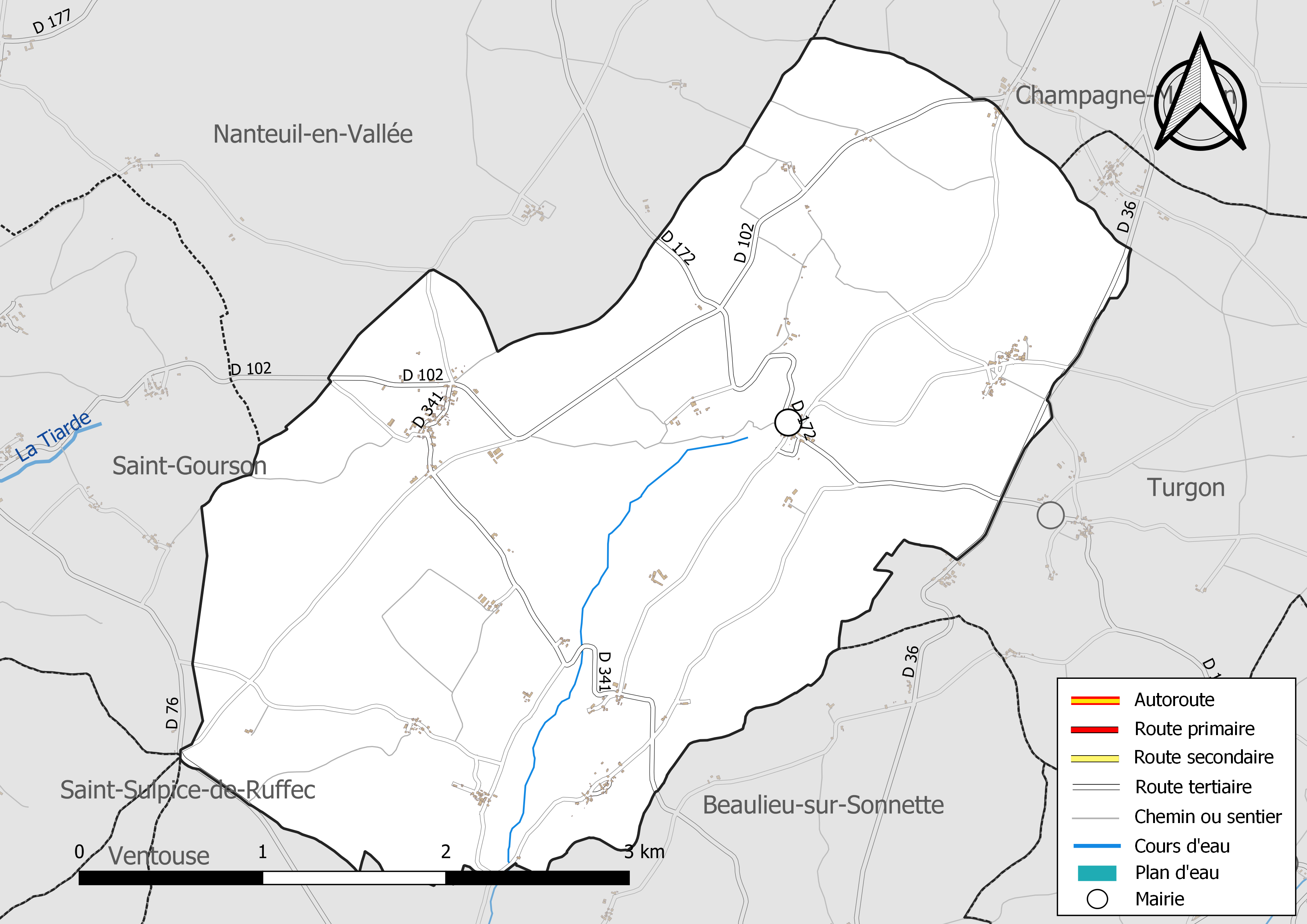
Réseaux hydrographique et routier de Chassiecq.

La commune est située dans le bassin versant de la Charente au sein  du Bassin Adour-Garonne. Elle est drainée par des petits cours d'eau, qui constituent un réseau hydrographique de 3 km de longueur totale,.
Un ruisseau naît au pied du bourg et se dirige vers le sud, où il se jette dans la Sonnette au pied du château de Sansac.
Les combes sont parfois parcourues par des ruisseaux intermittents, qui convergent vers ce ruisseau au sud de la commune.
On trouve aussi quelques fontaines, comme celle au pied du bourg et aussi chez Fradin, le long du ruisseau, et aussi sur la limite de commune à l'est au pied du Bouchaud, ainsi qu'à Biarge (puits de Charlemagne).

#### Gestion des eaux
Le territoire communal est couvert par le schéma d'aménagement et de gestion des eaux (SAGE) « Charente ». Ce document de planification, dont le territoire correspond au bassin de la Charente, d'une superficie de 9 300 km2, a été approuvé le 19 novembre 2019. La structure porteuse de l'élaboration et de la mise en œuvre est l'établissement public territorial de bassin Charente. Il définit sur son territoire les objectifs généraux d’utilisation, de mise en valeur et de protection quantitative et qualitative des ressources en eau superficielle et souterraine, en respect des objectifs de qualité définis dans le troisième SDAGE  du Bassin Adour-Garonne qui couvre la période 2022-2027, approuvé le 10 mars 2022.

### Climat
Comme dans les trois quarts sud et ouest du département, le climat est océanique aquitain.

## Urbanisme

### Typologie
Au 1er janvier 2024, Chassiecq est catégorisée commune rurale à habitat très dispersé, selon la nouvelle grille communale de densité à 7 niveaux définie par l'Insee en 2022.
Elle est située hors unité urbaine et hors attraction des villes,.

### Occupation des sols
L'occupation des sols de la commune, telle qu'elle ressort de la base de données européenne d’occupation biophysique des sols Corine Land Cover (CLC), est marquée par l'importance des territoires agricoles (79,2 % en 2018), une proportion identique à celle de 1990 (79,2 %). La répartition détaillée en 2018 est la suivante : 
terres arables (49,4 %), forêts (18,6 %), zones agricoles hétérogènes (15 %), prairies (14,9 %), zones urbanisées (2,2 %). L'évolution de l’occupation des sols de la commune et de ses infrastructures peut être observée sur les différentes représentations cartographiques du territoire : la carte de Cassini (XVIIIe siècle), la carte d'état-major (1820-1866) et les cartes ou photos aériennes de l'IGN pour la période actuelle (1950 à aujourd'hui).

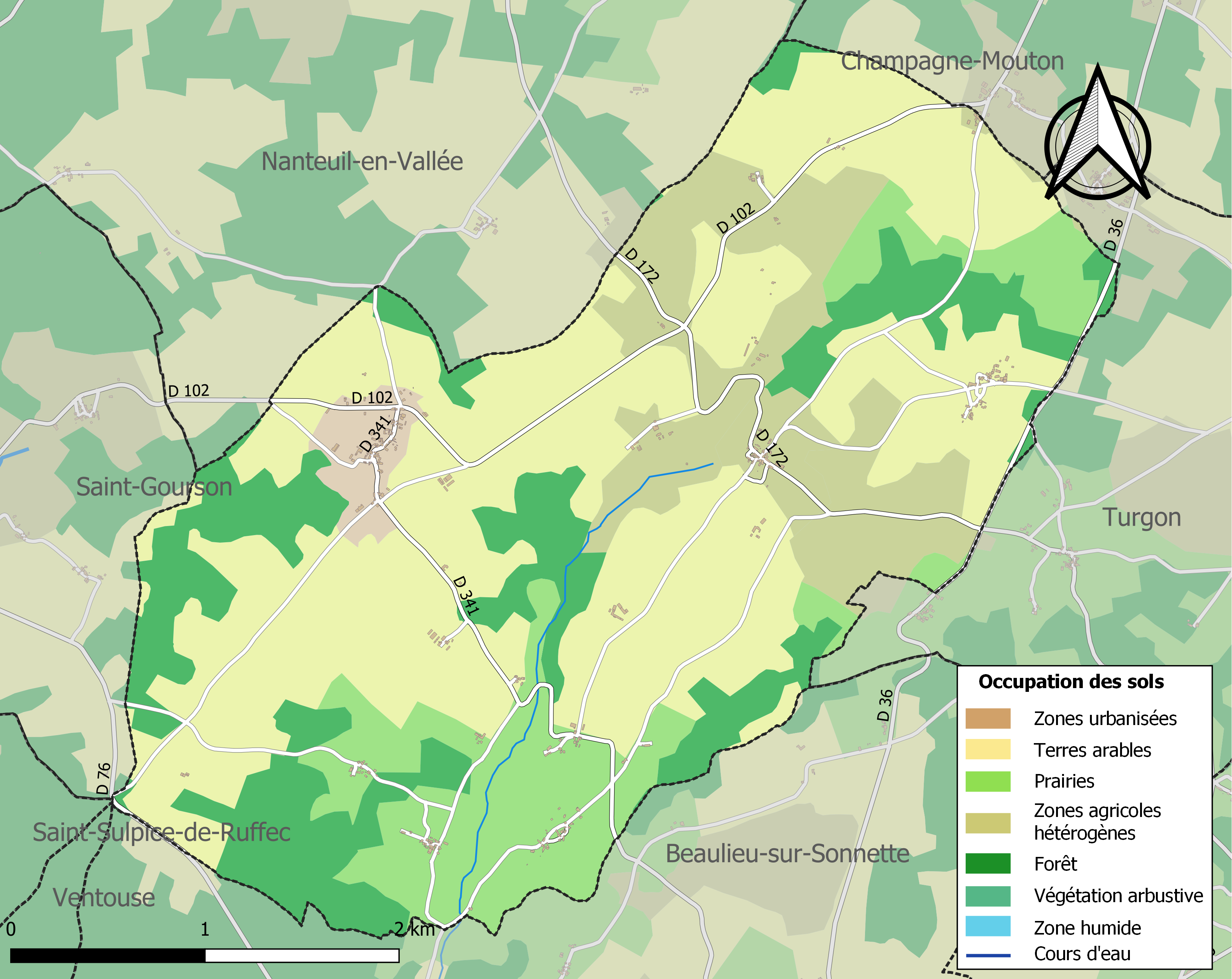
Carte des infrastructures et de l'occupation des sols de la commune en 2018 (CLC).

### Risques majeurs
Le territoire de la commune de Chassiecq est vulnérable à différents aléas naturels : météorologiques (tempête, orage, neige, grand froid, canicule ou sécheresse) et séisme (sismicité modérée). Un site publié par le BRGM permet d'évaluer simplement et rapidement les risques d'un bien localisé soit par son adresse soit par le numéro de sa parcelle.

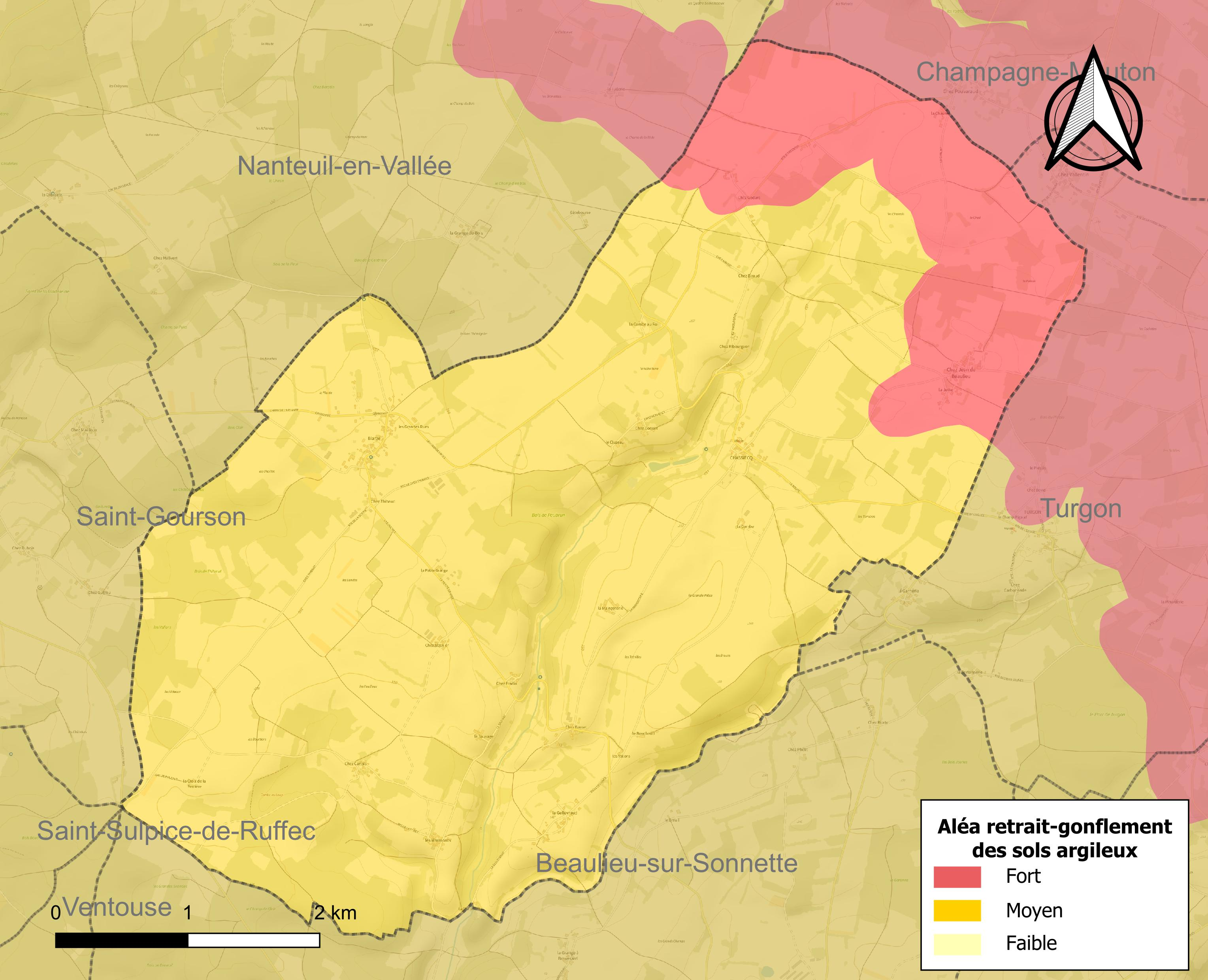
Carte des zones d'aléa retrait-gonflement des sols argileux de Chassiecq.

Le retrait-gonflement des sols argileux est susceptible d'engendrer des dommages importants aux bâtiments en cas d’alternance de périodes de sécheresse et de pluie. La totalité de la commune est en aléa moyen ou fort (67,4 % au niveau départemental et 48,5 % au niveau national). Sur les 137 bâtiments dénombrés sur la commune en 2019, 137 sont en aléa moyen ou fort, soit 100 %, à comparer aux 81 % au niveau départemental et 54 % au niveau national. Une cartographie de l'exposition du territoire national au retrait gonflement des sols argileux est disponible sur le site du BRGM,.
Par ailleurs, afin de mieux appréhender le risque d’affaissement de terrain, l'inventaire national des cavités souterraines permet de localiser celles situées sur la commune.
La commune a été reconnue en état de catastrophe naturelle au titre des dommages causés par les inondations et coulées de boue survenues en 1982, 1983 et 1999. Concernant les mouvements de terrains, la commune a été reconnue en état de catastrophe naturelle au titre des dommages causés par la sécheresse en 1996, 2003 et 2009 et par des mouvements de terrain en 1999.

## Toponymie
Les formes anciennes sont Capciaco (non daté, antérieur au XIVe siècle), Sapchiec au XIIIe siècle (lire probablement Chapsiec), Chassiaco en 1523, Chassiers en 1597, Chassier en 1801.
L'origine du nom de Chassiecq remonterait à un personnage gallo-romain Capicius (dérivant du gaulois Capius) auquel est apposé le suffixe -acum, ce qui correspondrait à Capiciacum, le « domaine de Capicius ». Talbert y voyait Sappius comme nom d'homme gallo-romain, donnant ainsi Sappiecum.

### Langues
Linguistiquement, la commune est à la limite du domaine d'oc marchois au sud-est, et de la langue d'oïl au nord-ouest,.
Son nom en occitan est Chapciec.

## Histoire
La commune appartenait à la baronnie de Champagne-Mouton, province du Poitou, et était constituée de deux paroisses : Chassiecq et Biarge. Cette dernière fut rattachée à Chassiecq après la Révolution pour former la commune.
Le bourg de Chassiecq était le siège d'une petite seigneurie, qui, dans la seconde moitié du XVIe siècle, avait pour possesseur François Pastoureau, conseiller au parlement de Paris.
Pendant la première moitié du XXe siècle, la commune était desservie par la petite ligne ferroviaire d'intérêt local à voie métrique des Chemins de fer économiques des Charentes allant d'Angoulême à Confolens, appelée le Petit Mairat, et qui passait par Saint-Angeau. La gare était située à 1,5 km du bourg.

## Administration
| Période                                  | Période  | Identité      | Étiquette | Qualité                   |
| ---------------------------------------- | -------- | ------------- | --------- | ------------------------- |
| avant 1988                               | ?        | Michel Maitre |           |                           |
| depuis 1999                              | En cours | Yvonne Debord | SE        | Employée Sécurité sociale |
| Les données manquantes sont à compléter. |          |               |           |                           |

## Démographie

### Évolution démographique
L'évolution du nombre d'habitants est connue à travers les recensements de la population effectués dans la commune depuis 1793. Pour les communes de moins de 10 000 habitants, une enquête de recensement portant sur toute la population est réalisée tous les cinq ans, les populations de référence des années intermédiaires étant quant à elles estimées par interpolation ou extrapolation. Pour la commune, le premier recensement exhaustif entrant dans le cadre du nouveau dispositif a été réalisé en 2006.

En 2022, la commune comptait 148 habitants, en évolution de +2,78 % par rapport à 2016 (Charente : −0,48 %, France hors Mayotte : +2,11 %).
| 1793 | 1800 | 1806 | 1821 | 1831 | 1841 | 1846 | 1851 | 1856 |
| ---- | ---- | ---- | ---- | ---- | ---- | ---- | ---- | ---- |
| 660  | 554  | 601  | 758  | 644  | 665  | 633  | 642  | 650  |

| 1861 | 1866 | 1872 | 1876 | 1881 | 1886 | 1891 | 1896 | 1901 |
| ---- | ---- | ---- | ---- | ---- | ---- | ---- | ---- | ---- |
| 594  | 607  | 580  | 621  | 637  | 591  | 544  | 530  | 505  |

| 1906 | 1911 | 1921 | 1926 | 1931 | 1936 | 1946 | 1954 | 1962 |
| ---- | ---- | ---- | ---- | ---- | ---- | ---- | ---- | ---- |
| 461  | 481  | 423  | 402  | 346  | 361  | 349  | 314  | 299  |

| 1968 | 1975 | 1982 | 1990 | 1999 | 2006 | 2011 | 2016 | 2021 |
| ---- | ---- | ---- | ---- | ---- | ---- | ---- | ---- | ---- |
| 262  | 222  | 193  | 172  | 168  | 168  | 165  | 144  | 146  |

| 2022 | - | - | - | - | - | - | - | - |
| ---- | - | - | - | - | - | - | - | - |
| 148  | - | - | - | - | - | - | - | - |

### Pyramide des âges
La population de la commune est relativement âgée.
En 2018, le taux de personnes d'un âge inférieur à 30 ans s'élève à 22,9 %, soit en dessous de la moyenne départementale (30,2 %). À l'inverse, le taux de personnes d'âge supérieur à 60 ans est de 38,2 % la même année, alors qu'il est de 32,3 % au niveau départemental.
En 2018, la commune comptait 73 hommes pour 69 femmes, soit un taux de 51,41 % d'hommes, largement supérieur au taux départemental (48,41 %).
Les pyramides des âges de la commune et du département s'établissent comme suit.
| Hommes | Classe d’âge | Femmes |
| ------ | ------------ | ------ |
| 0,0    | 90 ou +      | 7,1    |
| 4,1    | 75-89 ans    | 17,1   |
| 28,4   | 60-74 ans    | 20,0   |
| 28,4   | 45-59 ans    | 25,7   |
| 10,8   | 30-44 ans    | 12,9   |
| 14,9   | 15-29 ans    | 5,7    |
| 13,5   | 0-14 ans     | 11,4   |

| Hommes | Classe d’âge | Femmes |
| ------ | ------------ | ------ |
| 1      | 90 ou +      | 2,7    |
| 9,2    | 75-89 ans    | 12     |
| 20,6   | 60-74 ans    | 21,3   |
| 20,7   | 45-59 ans    | 20,3   |
| 16,8   | 30-44 ans    | 16     |
| 15,6   | 15-29 ans    | 13,4   |
| 16,1   | 0-14 ans     | 14,3   |

## Lieux et monuments
- L'église date initialement du XIIe siècle, puis a été remaniée jusqu'au XXe siècle[36].
- La croix dans le cimetière date du XVe siècle[37].

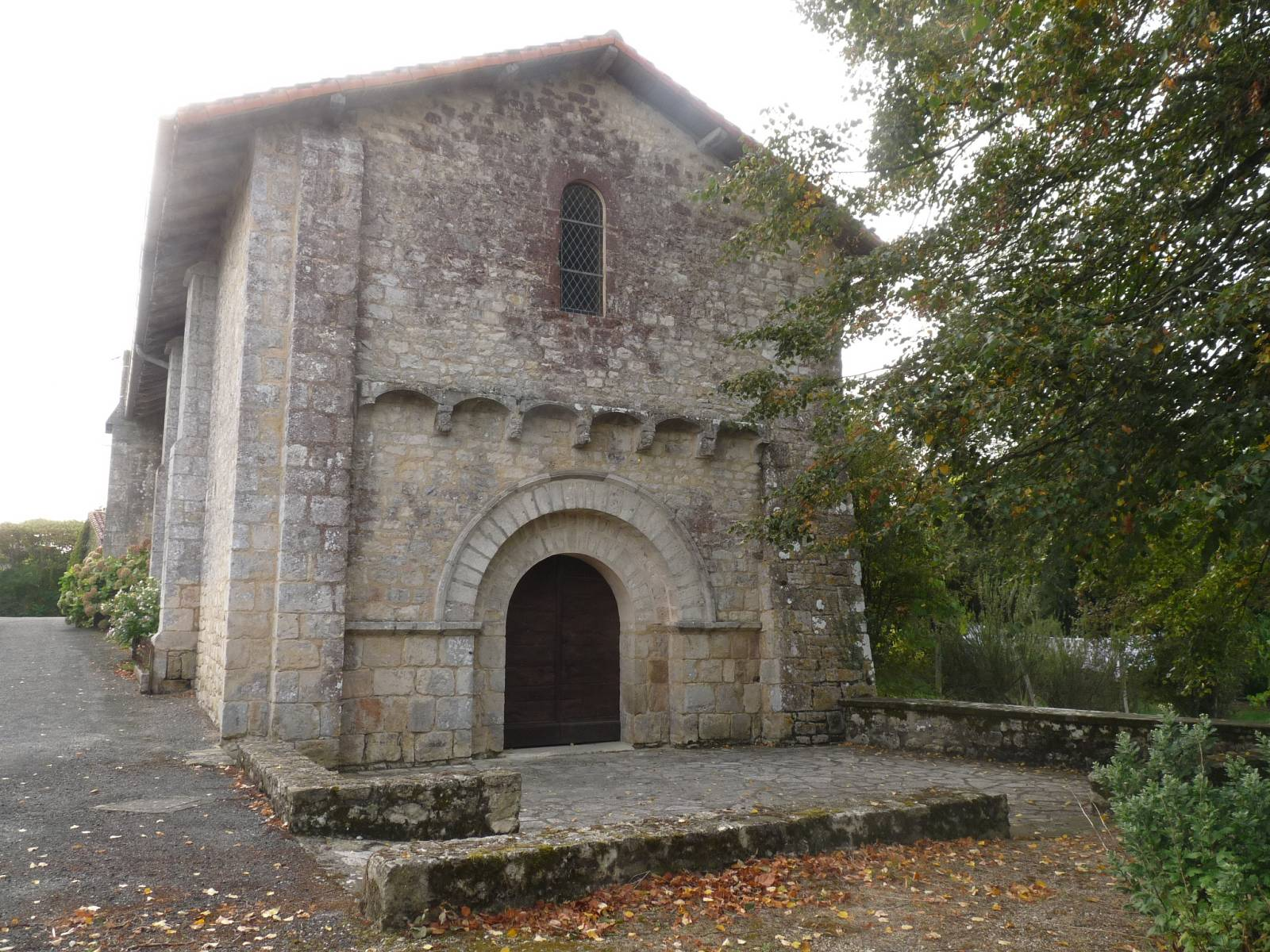
L'église
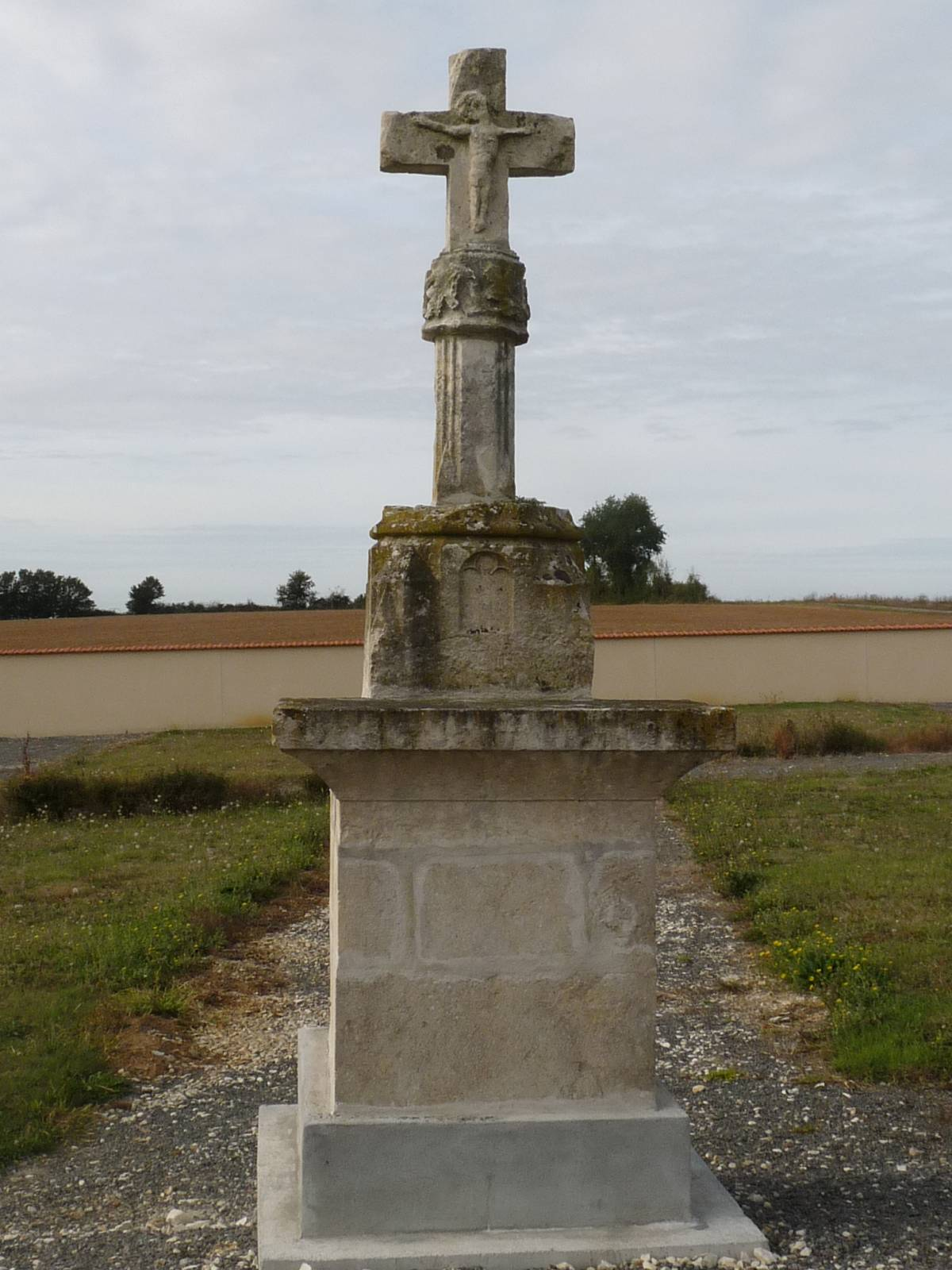
Croix XVe siècle
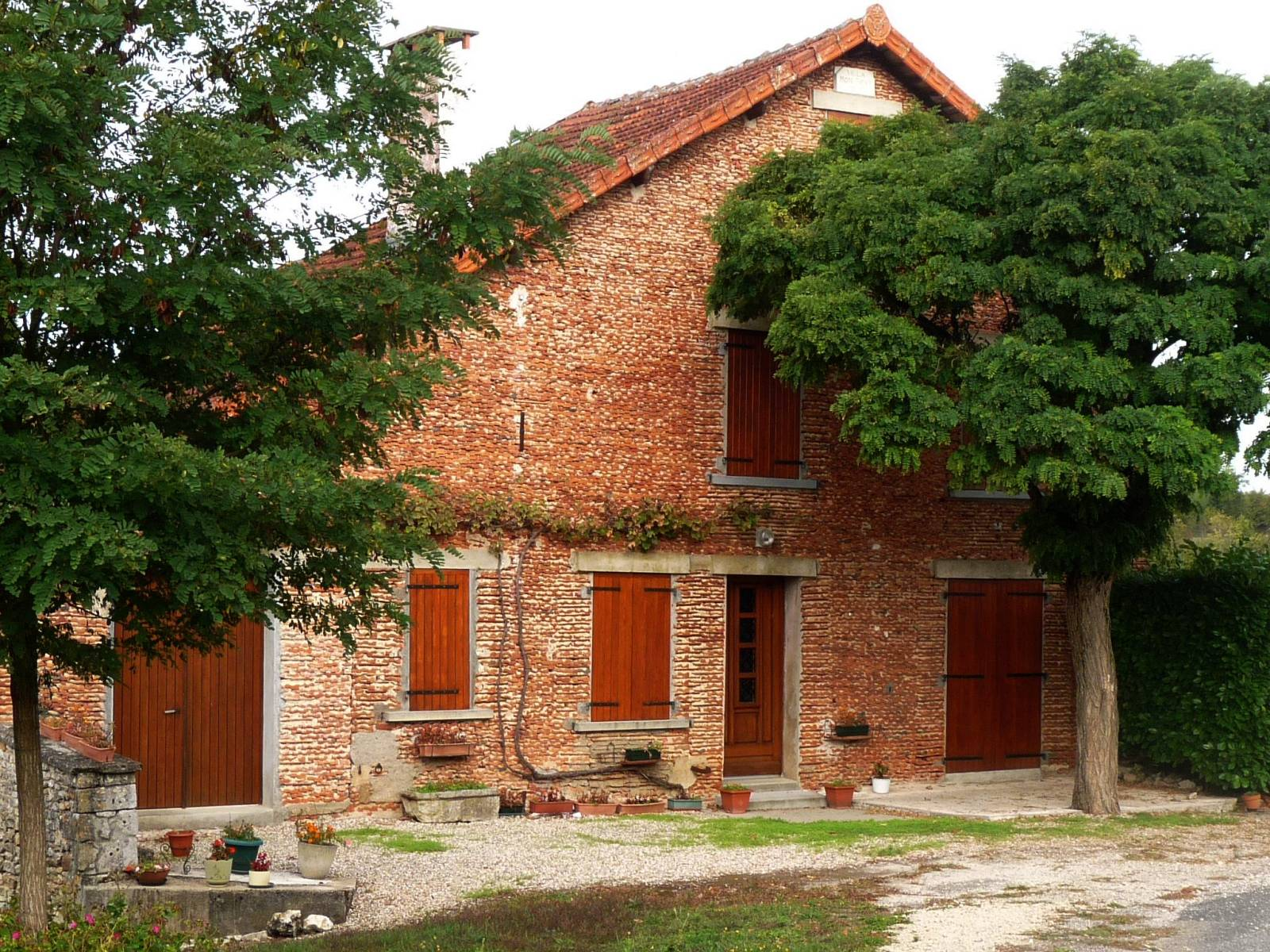
Maison en tuiles

## Personnalités liées à la commune
- Pierre Garnier de Laboissière (1754-1809), général de la Révolution française